# Gens Aquinia
La gens Aquinia era una gens plebea romana presente durante la tarda Repubblica.

## Itria nominausati dalla gens
L'unico praenomen conosciuto utilizzato dalla gens fu Marcus mentre non ci è pervenuto nessun cognomen usato dalla gens.

## Membri illustri della gens
- Marco Aquinio (Marcus Aquinius): vissuto nel I secolo a.C., durante la guerra civile tra Gaio Giulio Cesare e Gneo Pompeo Magno si schierò con quest'ultimo, ma quando fu catturato da Cesare fu graziato da questi;
- Aquinio (Aquinius): vissuto nel I secolo a.C., fu un poeta poco stimato contemporaneo di Catullo e Cicerone.